# Anime năm 2024
| Anime theo năm |      |      |      |      |      |         |
| ...2021        | 2022 | 2023 | 2024 | 2025 | 2026 | 2027... |

Dưới đây là danh sách anime (bao gồm anime truyền hình dài tập, phim anime điện ảnh, ONA, OVA) sẽ ra mắt trong năm 2024.
Đây là một danh sách chưa hoàn tất, và có thể sẽ không bao giờ thỏa mãn yêu cầu hoàn tất. Bạn có thể đóng góp bằng cách mở rộng nó bằng các thông tin đáng tin cậy.

## Phim điện ảnh
| Ngày công chiếu | Tựa đề                                                                               | Thời lượng | Hãng sản xuất                       | Đạo diễn                                | Ng     |
| --------------- | ------------------------------------------------------------------------------------ | ---------- | ----------------------------------- | --------------------------------------- | ------ |
| 5 tháng 1       | Bloody Escape: Jigoku no Kōsōgeki                                                    | 97 phút    | Polgyon Pictures                    | Taniguchi Gorō                          | [ 1 ]  |
| 5 tháng 1       | Meitantei Conan vs. Kaitou Kid                                                       | 81 phút    | TMS Entertainment                   |                                         | [ 2 ]  |
| 12 tháng 1      | Kizumonogatari: Koyomi Vamp                                                          | 144 phút   | Shaft                               | Oishi Tatsuya                           | [ 3 ]  |
| 26 tháng 1      | Kidō Senshi Gundam SEED FREEDOM                                                      | 124 phút   | Bandai Namco Filmworks              | Fukuda Mitsuo                           | [ 4 ]  |
| 27 tháng 1      | Eiga Given: Hiiragi mix                                                              | 70 phút    | Lerche                              | Hashimoto Noriko                        | [ 5 ]  |
| 2 tháng 2       | Ōmuro-ke dear sisters                                                                | 43 phút    | Passione, Studio Lings              | Tatsuwa Naoyuki                         | [ 6 ]  |
| 2 tháng 2       | Thanh gươm Diệt quỷ: Phép màu tình thân, cho đến chuyến đặc huấn của Đại Trụ         |            | ufotable                            | Mitsunaka Susumu                        | [ 8 ]  |
| 16 tháng 2      | Haikyu!!: Trận chiến bãi phế liệu                                                    | 85 phút    | Production I.G                      | Mitsunaka Susumu                        | [ 9 ]  |
| 23 tháng 2      | SINoALICE Ichiban Saigo no Monogatari                                                | 64 phút    | ILCA                                | Aoki Takuto                             | [ 10 ] |
| 1 tháng 3       | Doraemon: Nobita và bản giao hưởng Địa Cầu                                           | 115 phút   | Shin-Ei Animation                   | Imai Kazuaki                            | [ 11 ] |
| 1 tháng 3       | Paripi Kōmei Road to Summer Sonia                                                    | 120 phút   | P.A. Works                          | Honma hū                                | [ 12 ] |
| 8 tháng 3       | Shimajirō Miracle-jima no Nanairo Carnation                                          | 70 phút    | Shanghai Heyuan Culture Media       | Kawamura Tomohiro                       | [ 13 ] |
| 20 tháng 3      | Eiga Oshiri Tantei Saraba Itoshiki Aibō (Oshiri) yo                                  | 71 phút    | Toei Animation                      | Seto Kenji                              | [ 14 ] |
| 22 tháng 3      | Dead Dead Demon's Dededede Destruction (phần 1)                                      | 120 phút   | Production +h.                      | Kurokawa Tomoyuki                       | [ 15 ] |
| 12 tháng 4      | Thám tử lừng danh Conan: Ngôi sao 5 cánh 1 triệu đô                                  | 111 phút   | TMS Entertainment                   | Nagaoka Chika                           | [ 16 ] |
| 19 tháng 4      | Blue Lock: Episode Nagi                                                              | 91 phút    | Eight Bit                           | Ishikawa Shunsuke                       | [ 17 ] |
| 10 tháng 5      | Code Geass: Dakkan no Rozé (phần 1)                                                  | 74 phút    | Sunrise                             | Ohashi Yoshimitsu                       | [ 18 ] |
| 10 tháng 5      | trapezium                                                                            | 94 phút    | CloverWorks                         | Shinohara Masahiro                      | [ 19 ] |
| 17 tháng 5      | iRis the Movie: Full Energy!!                                                        | 60 phút    | Studio Gokumi                       | Ikehata iroshi                          | [ 20 ] |
| 24 tháng 5      | Dead Dead Demon's Dededede Destruction (phần 2)                                      | 120 phút   | Production +h.                      | Kurokawa Tomoyuki                       | [ 21 ] |
| 24 tháng 5      | Cô gái Oni của tôi                                                                   | 112 phút   | Studio Colorido                     | Shibayama Tomotaka                      | [ 22 ] |
| 24 tháng 5      | Uma Musume Pretty Derby: Shinjidai no Tobira                                         | 108 phút   | CygamesPictures                     | Yamamoto Ken                            | [ 23 ] |
| 7 tháng 6       | Bocchi the Rock! Re:                                                                 | 92 phút    | CloverWorks                         | Saitou Keiichirou                       | [ 24 ] |
| 7 tháng 6       | Code Geass: Dakkan no Rozé (phần 2)                                                  | 76 phút    | Sunrise                             | Ohashi Yoshimitsu                       | [ 18 ] |
| 14 tháng 6      | Rabbits Kingdom the Movie                                                            | 94 phút    | Studio Sign                         | Ozaki Masayoshi                         | [ 25 ] |
| 21 tháng 6      | Ōmuro-ke dear friends                                                                | 44 phút    | Passione, Studio Lings              | Tatsuwa Naoyuki                         | [ 26 ] |
| 28 tháng 6      | Soreike! Anpanman: Baikinman to Ehon no Lulun                                        | 64 phút    |                                     | Kawagoe Jun                             | [ 27 ] |
| 28 tháng 6      | Look Back                                                                            | 58 phút    | Studio Durian                       | Oshiyama Kiyotaka                       | [ 28 ] |
| 5 tháng 7       | Code Geass: Dakkan no Rozé (phần 3)                                                  | 76 phút    | Sunrise                             | Ohashi Yoshimitsu                       | [ 18 ] |
| 19 tháng 7      | Bakeneko Anzu-chan                                                                   | 90 phút    | Shin-Ei Animation, Miyu Productions | Yamashita Nobuhiro, Kuno Yōko           | [ 29 ] |
| 19 tháng 7      | Gekijōban SutoPuri Hajimari no Monogatari: Strawberry School Festival!!!!            | 83 phút    | Liden Films                         | Matsuura Naoki                          | [ 30 ] |
| 19 tháng 7      | Yamato yo Towa ni: Rebel 3199 Kuro no Shinryaku                                      | 69 phút    | Studio Mother                       | Fukui Harutoshi (tổng), Yamato Naomichi | [ 31 ] |
| 26 tháng 7      | Gekijōban Mononoke: Karakasa                                                         | 89 phút    | EOTA                                | Nakamura Kenji                          | [ 32 ] |
| 2 tháng 8       | Boku no Hero Academia the Movie: You're Next                                         | 110 phút   | Bones                               | Okamura Tensai                          | [ 33 ] |
| 2 tháng 8       | Code Geass: Dakkan no Rozé (phần 4)                                                  | 74 phút    | Sunrise                             | Ohashi Yoshimitsu                       | [ 18 ] |
| 9 tháng 8       | Bocchi the Rock! Re:Re:                                                              | 77 phút    |                                     |                                         | [ 24 ] |
| 9 tháng 8       | Shin – Cậu bé bút chì: Nhật ký khủng long của chúng mình                             | 106 phút   | Shin-Ei Animation                   | Sasaki Shinobu                          | [ 34 ] |
| 16 tháng 8      | King of Prism: Dramatic Prism.1                                                      | 61 phút    | Tatsunoko Production                | Hishida Masakazu                        | [ 35 ] |
| 16 tháng 8      | Touken Ranbu Dо̄den: Chikashi Samuraira Umonora                                       | 69 phút    | domerica                            | Ichikawa Kazuya                         | [ 36 ] |
| 16 tháng 8      | Zegapain STA                                                                         | 90 phút    | Sunrise                             | Shimoda Masami                          | [ 37 ] |
| 30 tháng 8      | Kimi no Iro                                                                          | 100 phút   | Science Saru                        | Yamada Naoko                            | [ 38 ] |
| 6 tháng 9       | Genkijouban Love Live! Nijigasaki Gakuen School Idol Doukoukai Kanketsu-hen (phần 1) |            | Sunrise                             | Kawamura Tomoyuki                       | [ 39 ] |
| 13 tháng 9      | Wonderful Precure! The Movie!                                                        |            |                                     |                                         | [ 40 ] |
| 20 tháng 9      | Eiga Given: Umi e                                                                    |            | Lerche                              | Hashimoto Noriko                        | [ 41 ] |
| 20 tháng 9      | Gekijōban Overlord Sei Ōkoku-hen                                                     |            | Madhouse                            | Itou Naoyuki                            | [ 42 ] |
| 27 tháng 9      | Gekijōban BanG Dream! It's MyGo!!!!! Kōhen: Utau, Bokura ni Nareru Uta & Film Live   |            | Sanzigen                            | Kakimoto Kōdai                          | [ 43 ] |
| 4 tháng 10      | Fureru.                                                                              |            | CloverWorks                         | Nagai                                   | [ 44 ] |
| 25 tháng 10     | Ganbatte Ikimasshoi                                                                  |            | Moe, REIRS                          | Sakuragi Yūhei                          | [ 45 ] |
| 8 tháng 11      | Fūto Tantei: Kamen Rider Skull no Shōzō                                              |            | Studio Kai                          | Kabashima Yousuke                       | [ 46 ] |
| 8 tháng 11      | Gekijōban BanG Dream! It's MyGo!!!!! Zenpen: Haru no Hidamari, Mayoi Neko            |            | Sanzigen                            | Kakimoto Kōdai                          | [ 43 ] |
| 8 tháng 11      | Shingeki no Kyojin: Kanketsu-hen - The Last Attack                                   |            | MAPPA                               | Hayashi Yuuichirou                      | [ 47 ] |
| 22 tháng 11     | Yamato yo Towa ni: Rebel 3199 Sekijitsu no Shutsugeki                                |            | Studio Mother                       | Fukui Harutoshi (tổng), Yamato Naomichi | [ 48 ] |
| 29 tháng 11     | Pui Pui Molcar                                                                       |            | Monster's Egg                       | Mankyū                                  | [ 49 ] |
| 29 tháng 11     | Solo Leveling: ReAwakening                                                           |            |                                     |                                         | [ 50 ] |
| 20 tháng 12     | Gekijо̄-ban Nintama Rantaro Dokutake Ninja-tai Saikyо̄ no Gunshi                       |            | Ajiadō                              | Fujimori Masaya                         | [ 51 ] |
| 27 tháng 12     | Inazuma Eleven Sōshūhen: Densetsu no Kickoff                                         |            | OLM                                 | Hino Akihiro                            | [ 52 ] |
| 27 tháng 12     | Inazuma Eleven: Aratanaru Eiyū-tachi no Joshō                                        |            | MAPPA                               | Hino Akihiro                            | [ 52 ] |

## Phim truyền hình

### Tháng 1 – tháng 3
| Ngày phát sóng          | Tựa đề                                                                                      | Tựa đề gốc                                                                                                | Số tập | Hãng sản xuất                                 | Đạo diễn                                                         | Ng      |
| ----------------------- | ------------------------------------------------------------------------------------------- | --- | ------ | --------------------------------------------- | ---------------------------------------------------------------- | ------- |
| 3 tháng 1 – 20 tháng 3  | Ishura                                                                                      | | 12     | Passione                                      | Takahashi Takeo (tổng), Ogawa Yuki                               | [ 53 ]  |
| 3 tháng 1 – 27 tháng 3  | Jaku Chara Tomozaki-kun 2nd Stage                                                           | | 12     | project No.9                                  | Yanagi Shinsuke                                                  | [ 54 ]  |
| 3 tháng 1 – 27 tháng 3  | Mahō Shōjo ni Akogarete                                                                     | | 12     | Asahi Production                              | Suzuki Tadato                                                    | [ 55 ]  |
| 3 tháng 1 – 27 tháng 3  | Chào mừng đến với lớp học đề cao thực lực (mùa 3)                                           | Yōkoso Jitsuryoku Shijō Shugi no Kyōshitsu e 3rd Season                                                   | 13     | Lerche                                        | Hashimoto Hiroyuki & Kishi Seiji (tổng), Nishōji Yoshihito       | [ 56 ]  |
| 4 tháng 1 – 13 tháng 6  | Mỹ vị hầm ngục                                                                              | Dungeon Meshi                                                                                             | 24     | Trigger                                       | Miyajima Yoshihiro                                               | [ 57 ]  |
| 4 tháng 1 – 21 tháng 3  | Nô lệ của Ma Đô Tinh Binh                                                                   | Mato Seihei no Slave                                                                                      | 12     | Seven Arcs                                    | Nishimura Junji (tổng), Kuji Gorō                                | [ 58 ]  |
| 5 tháng 1 – 22 tháng 3  | Sasaki và P-chan                                                                            | Sasaki to Pī-chan                                                                                         | 12     | Silver Link                                   | Minato Mirai                                                     | [ 59 ]  |
| 5 tháng 1 – 22 tháng 3  | Năng lực một câu chết luôn của tôi quá bá đạo nên vô đối ở dị giới                          | Sokushi Cheat ga Saikyōsugite, Isekai no Yatsura ga marude Aite ni Naranain Desu ga                       | 12     | Okuru to Noboru                               | Hishida Masakazu                                                 | [ 60 ]  |
| 6 tháng 1 – 30 tháng 3  | Cách dùng sai của ma thuật chữa trị                                                         | Chiyu Mahō no Machigatta Tsukai-kata                                                                      | 13     | Studio Add, Shinei Animation                  | Ogata Takahide                                                   | [ 61 ]  |
| 6 tháng 1 – 23 tháng 3  | Câu chuyện nhẫn cưới                                                                        | Kekkon Yubiwa Monogatari                                                                                  | 12     | Staple Entertainment                          | Naoya Takashi                                                    | [ 62 ]  |
| 6 tháng 1 – 30 tháng 3  | Mashle: Shinkakusha Kouho Senbatsu Shiken-hen (mùa 2)                                       | | 13     | A-1 Pictures                                  | Tanaka Tomoya                                                    | [ 63 ]  |
| 6 tháng 1 – 23 tháng 3  | Momochi-san Chi no Ayakashi Ōji                                                             | | 12     | Drive                                         | Shirohata Bob                                                    | [ 64 ]  |
| 6 tháng 1 – 23 tháng 3  | Chặng đường Pon                                                                             | Pon no Michi                                                                                              | 12     | OLM Team Inoue                                | Minamikawa Tatsuma                                               | [ 65 ]  |
| 6 tháng 1 –             | Saikyō-ō! Zukan: The Ultimate Battles                                                       | |        | OLM Digital                                   | Yuyama Kunihiko (tổng, Kishimoto Shintarō                        | [ 66 ]  |
| 6 tháng 1 – 23 tháng 3  | Ngôn ngữ yêu thương                                                                         | Yubisaki to Renren                                                                                        | 12     | Ajiadō                                        | Murano Yūta                                                      | [ 67 ]  |
| 7 tháng 1 – 24 tháng 3  | Lam hỏa diệt quỷ: Chương Minh Khải Xã Shimane                                               | Ao no Exorcist: Shimane Illuminati-hen                                                                    | 12     | Studio VOLN                                   | Yoshida Daisuke                                                  | [ 68 ]  |
| 7 tháng 1 – 31 tháng 3  | Bóng đen trong tim (mùa 2)                                                                  | Boku no Kokoro no Yabai Yatsu                                                                             | 13     | Shin-Ei Animation                             | Akagi Hiroaki                                                    | [ 69 ]  |
| 7 tháng 1 – 24 tháng 3  | Isekai de Mofumofu Nadenade Suru Tameni Ganbattemasu                                        | | 12     | EMT Squared                                   | Kitamura Jun'ichi                                                | [ 70 ]  |
| 7 tháng 1 – 24 tháng 3  | Vòng lặp thứ 7: Nữ phản diện tận hưởng cuộc sống vô ưu sau khi cưới kẻ thù truyền kiếp      | Loop 7-kaime no Akuyaku Reijō wa, Moto Tekikoku de Jiyū Kimamana Hanayome Seikatsu o Mankitsu Suru        | 12     | Studio Kai, HORNETS                           | Iwata Kazuya                                                     | [ 71 ]  |
| 7 tháng 1 – 31 tháng 3  | Chỉ mình tôi thăng cấp                                                                      | Ore dake Level Up na Ken                                                                                  | 12     | A-1 Pictures                                  | Nakashige Shunsuke                                               | [ 72 ]  |
| 7 tháng 1 – 24 tháng 3  | Cuộc đột kích mê cung của Tank mạnh nhất                                                    | Saikyō Tank no Meikyū Kōryaku                                                                             | 12     | Studio Polon                                  | Noshitani Mitsutaka                                              | [ 73 ]  |
| 7 tháng 1 – 24 tháng 3  | Bị đuổi khỏi tổ đội anh hùng, tôi nhắm đến một cuộc sống nhàn nhã ở vùng biên cương (mùa 2) | Shin no Nakama janai to Yūsha no Party o Oidasareta node, Henkyō de Slow Life Suru Koto ni Shimashita 2nd | 12     | Studio Flad                                   | Hoshino Makoto (tổng), Takafuji Satoshi                          | [ 74 ]  |
| 8 tháng 1 – 25 tháng 3  | High Card (mùa 2)                                                                           | | 12     | Studio Hibari                                 | Wada Junichi                                                     | [ 75 ]  |
| 8 tháng 1 – 25 tháng 3  | Kyūjitsu no Warumono-san                                                                    | | 12     | Shin-Ei Animation, SynergySP                  | Odaka Yoshinori                                                  | [ 76 ]  |
| 8 tháng 1 – 22 tháng 3  | Mạo hiểm giả bất tử ngoài mong muốn                                                         | Nozomanu Fushi no Bōkensha                                                                                | 12     | Connect                                       | Akitaya Noriaki                                                  | [ 77 ]  |
| 8 tháng 1 – 24 tháng 6  | Nguyệt đạo dị giới (mùa 2)                                                                  | Tsuki ga Michibiku Isekai Dōchū 2nd Season                                                                | 25     | J.C.Staff                                     | Ishihira Shinji                                                  | [ 78 ]  |
| 9 tháng 1 – 26 tháng 3  | Akuyaku Reijō Level 99                                                                      | | 12     | Jumondo                                       | Yamaoka Minoru                                                   | [ 79 ]  |
| 9 tháng 1 – 26 tháng 3  | Dosanko Gal wa Namaramenkoi                                                                 | | 12     | Silver Link, Blade                            | Minato Mirai                                                     | [ 80 ]  |
| 9 tháng 1 – 26 tháng 3  | Công chúa, đã đến giờ "thẩm vấn" rồi                                                        | Hime-sama, "Gōmon" no Jikan Desu                                                                          | 12     | Pine Jam                                      | Kanemori Yōko                                                    | [ 81 ]  |
| 9 tháng 1 – 28 tháng 3  | Shinobanai! CryptoNinja Sakuya Ni no Maki (mùa 2)                                           | | 12     | Fanworks                                      | Nonaka Akifumi                                                   | [ 82 ]  |
| 9 tháng 1 – 26 tháng 3  | Vũ điệu của thiên thần ngốc nghếch và ác quỷ                                                | Oroka na Tenshi wa Akuma to Odoru                                                                         | 12     | Children's Playground Entertainment           | Kawasaki Itsuro                                                  | [ 83 ]  |
| 9 tháng 1 – 26 tháng 3  | Synduality: Noir (phần 2)                                                                   | | 12     | Eight Bit                                     | Yamamoto Yuusuke                                                 | [ 84 ]  |
| 10 tháng 1 – 27 tháng 3 | Gekai Elise                                                                                 | | 12     | Maho Film                                     | Habara Kumiko                                                    | [ 85 ]  |
| 10 tháng 1 – 3 thágg 4  | Shaman King Flowers                                                                         | | 13     | Bridge                                        | Furuta Takeshi                                                   | [ 86 ]  |
| 11 tháng 1 – 28 tháng 3 | 30 tuổi vẫn còn zin sẽ biến thành phù thủy                                                  | 30-sai Dōtei da to Mahō Tsukai ni Nareru Rashii                                                           | 12     | Satelight                                     | Okuda Yoshiko                                                    | [ 87 ]  |
| 11 tháng 1 – 28 tháng 3 | Gekkan Mōsō Kagaku                                                                          | | 12     | OLM Team Yoshioka                             | Miyawaki Chizuru                                                 | [ 88 ]  |
| 11 tháng 1 – 4 tháng 4  | Metallic Rouge                                                                              | | 13     | Bones                                         | Hori Motonobu                                                    | [ 89 ]  |
| 11 tháng 1 – 4 tháng 4  | Sengoku Youko: Yonaoshi Kyoudai-hen                                                         | | 13     | White Fox                                     | Aizawa Masahiro                                                  | [ 90 ]  |
| 11 tháng 1 – 28 tháng 3 | Yūki Bakuhatsu Bang Bravern                                                                 | | 12     | CygamesPictures                               | Ōbari Masami                                                     | [ 91 ]  |
| 12 tháng 1 – 5 tháng 4  | Majo to Yajū                                                                                | | 12     | Yokohama Animation Laboratory                 | Hamana Takayuki                                                  | [ 92 ]  |
| 12 tháng 1 – 29 tháng 3 | Kẻ thuần hóa yếu nhất bắt đầu hành trình nhặt rác                                           | Saijaku Tamer wa Gomihiroi no Tabi o Hajimemashita                                                        | 12     | Studio Massket                                | Horiuchi Naoki                                                   | [ 93 ]  |
| 12 tháng 1 – 21 tháng 6 | Urusei Yatsura (phần 2)                                                                     | | 23     | david production                              | Kamei Takahiro (tổng), Takahashi Hideya, Kimura Yasuhiro         | [ 94 ]  |
| 13 tháng 1 – 6 tháng 4  | Bucchigiri?!                                                                                | | 12     | MAPPA                                         | Utsumi Hiroko                                                    | [ 95 ]  |
| 13 tháng 1 – 20 tháng 4 | Cardfight!! Vanguard DivineZ                                                                | |        | Kinema Citrus, Gift-o'-Animation, Studio Jemi | Yamada Taku                                                      | [ 96 ]  |
| 13 tháng 1 – 5 tháng 4  | Snack Basue                                                                                 | |        | Studio Puyukai                                | Ashina Minoru                                                    | [ 97 ]  |
| 14 tháng 1 – 17 tháng 3 | Hikari no Ō (mùa 2)                                                                         | | 10     | Signal.MD                                     | Nishimura Junji                                                  | [ 98 ]  |
| 14 tháng 1 – 31 tháng 3 | Kingdom (mùa 5)                                                                             | | 13     | Pierrot, St.Signpost                          | Imaizumi Kenichi                                                 | [ 99 ]  |
| 14 tháng 1 – 17 tháng 3 | Meiji Gekken: 1874                                                                          | | 10     | Tsumugi Akita Anime Lab                       | Tamamura Jin                                                     | [ 100 ] |
| 14 tháng 1 – 8 tháng 4  | Yamishibai (mùa 12)                                                                         | | 12     | ILCA                                          | Akira Funada                                                     | [ 101 ] |
| 4 tháng 2               | Wonderful Precure!                                                                          | |        | Toei Animation                                | Satō Masanori                                                    | [ 102 ] |
| 1 tháng 3 – 22 tháng 3  | Science SARU x MBS Original Short Anime Daisakusen!                                         | | 4      | Science SARU                                  | Yokoyama Akitoshi, Kinoshita Eri, Choi Eunyoung, Murakoshi Asami | [ 103 ] |

### Tháng 4 – tháng 6
| Ngày phát sóng          | Tựa đề                                                                                               | Tựa đề gốc                                                            | Số tập | Hãng sản xuất                        | Đạo diễn                              | Ng              |
| ----------------------- | --- | --------------------------------------------------------------------- | ------ | ------------------------------------ | ------------------------------------- | --------------- |
| 1 tháng 4 – 24 tháng 6  | Trò chơi của thần                                                                                    | Kami wa Game ni Ueteiru                                               | 12     | Liden Films                          | Shiraishi Tatsuya                     | [ 104 ]         |
| 1 tháng 4 – 24 tháng 6  | Shūmatsu Train Doko e Iku?                                                                           |                                                                       | 12     | EMT Squared                          | Mizushima Tsutomu                     | [ 105 ]         |
| 2 tháng 4 – 18 tháng 6  | Dekisokonai to Yobareta Moto Eiyū wa, Jikka Kara Tsuihōsareta node Suki Katte ni Ikiru Koto ni Shita |                                                                       | 12     | Studio Deen, Marvy Jack              | Koga Kazuomi                          | [ 106 ]         |
| 2 tháng 4 - 24 tháng 9  | Sói và gia vị: Thương nhân gặp sói thông thái                                                        | Ōkami to Kōshinryō: Merchant Meets the Wise Wolf                      | 24     | Passione                             | Takahashi Takeo (tổng), Sanpei Hijiri | [ 107 ]         |
| 2 tháng 4 – 18 tháng 6  | Chuyển sinh thành đệ thất hoàng tử, tôi quyết định tự do tự tại trau dồi ma thuật                    | Tensei Shitara Dainana Ōji Datta no de, Kimamani Majutsu o Kiwamemasu | 12     | Tsumugi Akita Anime Lab              | Tamamura Jin                          | [ 108 ]         |
| 2 tháng 4 – 21 tháng 5  | Touken Ranbu Kai: Kyoden Moyuru Honnōji                                                              |                                                                       | 8      | Domerica                             | Ichikawa Kazuya                       | [ 109 ]         |
| 3 tháng 4 - 24 tháng 6  | Chibi Godzilla no Gyakushū (mùa 2)                                                                   |                                                                       | 13     | Pie in the sky                       | Shinkai Taketo                        | [ 110 ]         |
| 4 tháng 4 – 20 tháng 6  | Bartender: Ly rượu thần thánh                                                                        | Bartender: Kami no Glass                                              | 12     | Liber                                | Kuraya Ryōichi                        | [ 111 ]         |
| 4 tháng 4 – 20 tháng 6  | Hananoi và triệu chứng tình yêu                                                                      | Hananoi-kun to Koi no Yamai                                           | 12     | East Fish Studio                     | Makino Tomoe                          | [ 112 ]         |
| 4 tháng 4 – 20 tháng 6  | Dã ngoại thảnh thơi (mùa 3)                                                                          | Yurucamp Season 3                                                     | 12     | Eight Bit                            | Tosaka Shin                           | [ 113 ]         |
| 5 tháng 4 – 21 tháng 4  | Astro Note                                                                                           |                                                                       | 12     | Telecom Animation Film               | Takamatsu Shinji, Kasugamori Haruki   | [ 114 ]         |
| 5 tháng 4 – 21 tháng 6  | Henjin no Salad Bowl                                                                                 |                                                                       | 12     | SynergySP, Studio Comet              | Sato Masafumi                         | [ 115 ]         |
| 5 tháng 4 – 21 tháng 6  | Maō no Ore ga Dorei Elf o Yome ni Shitanda ga, Dō Medereba Ii?                                       |                                                                       | 12     | Brain's Base                         | Ishiodori Hiroshi                     | [ 116 ]         |
| 5 tháng 4 – 28 tháng 6  | Mahōka Kōkō no Rettōsei (mùa 3)                                                                      |                                                                       | 13     | Eight Bit                            | Jimmy Stone                           | [ 117 ]         |
| 5 tháng 4 – 21 tháng 6  | Nijiyon Animation                                                                                    |                                                                       | 12     | Sunrise                              | Horiuchi Yūya                         | [ 118 ]         |
| 5 tháng 4 – 21 tháng 6  | Lúc đó tôi đã chuyển sinh thành Slime (mùa 3)                                                        | Tensei Shitara Slime Datta Ken                                        | 12     | Eight Bit                            | Nakayama Atsushi                      | [ 119 ] [ 120 ] |
| 5 tháng 4 – 21 tháng 6  | Re:Monster                                                                                           |                                                                       | 12     | Studio Deen                          | Inagaki Takayuki                      | [ 121 ]         |
| 5 tháng 4 – 28 tháng 6  | Wind Breaker                                                                                         |                                                                       | 12     | CloverWorks                          | Akai Toshifumi                        | [ 122 ]         |
| 6 tháng 4 - 29 tháng 6  | Girls Band Cry                                                                                       |                                                                       | 13     | Toei Animation                       | Sakai Kazuo                           | [ 123 ]         |
| 6 tháng 4 – 22 tháng 6  | Highspeed Etoile                                                                                     |                                                                       | 12     | Studio A-Cat                         | Motonaga Keitaro                      | [ 124 ]         |
| 6 tháng 4 - 21 tháng 9  | Karasu wa Aruji o Erabanai                                                                           |                                                                       | 20     | Pierrot                              | Kyougoku Yoshiaki                     | [ 125 ]         |
| 6 tháng 4 - 29 tháng 6  | Oi! Tonbo                                                                                            |                                                                       | 13     | OLM                                  | Oh Jin-Koo                            | [ 126 ]         |
| 6 tháng 4 – 22 tháng 6  | Một căn phòng, đầy ánh sáng, có thiên thần.                                                          | One Room, Hiatari Futsū, Tenshi-tsuki.                                | 12     | Okuru to Noboru                      | Onishi Kenta                          | [ 127 ]         |
| 6 tháng 4 - 29 tháng 6  | Shibuya Hachi                                                                                        |                                                                       | 13     | Nippon Animation                     | Ishiyama Takaaki                      | [ 128 ]         |
| 6 tháng 4 – 22 tháng 6  | The Idolmaster Shiny Colors                                                                          |                                                                       | 12     | Polygon Pictures                     | Mankyū                                | [ 129 ]         |
| 7 tháng 4 – 23 tháng 6  | Blue Archive The Animation                                                                           |                                                                       | 12     | Yostar Pictures                      | Yamagishi Daigo                       | [ 130 ]         |
| 7 tháng 4 - 30 tháng 6  | Hibike! Euphonium: Kumiko 3 Nensei-hen (mùa 3)                                                       |                                                                       | 13     | Kyoto Animation                      | Ishihara Tatsuya                      | [ 131 ]         |
| 7 tháng 4 – 16 tháng 6  | Jiisan Baasan Wakagaeru                                                                              |                                                                       | 11     | Gekkō                                | Nishida Masayoshi                     | [ 132 ]         |
| 7 tháng 4 –             | Himitsu no AiPri                                                                                     |                                                                       |        | OLM, Dongwoo A&E                     | Fujisaku Junichi, Yamaguchi Kentaro   | [ 133 ]         |
| 7 tháng 4 – 30 tháng 6  | Sentai Daishikkaku                                                                                   |                                                                       | 12     | Yostar Pictures                      | Satō Keiichi                          | [ 134 ]         |
| 7 tháng 4 – 23 tháng 6  | Shinigami bocchan to kuro maid (mùa 3)                                                               |                                                                       | 12     | J.C.Staff                            | Yamakawa Yoshinobu                    | [ 135 ]         |
| 7 tháng 4               | Shinkalion Change the World                                                                          |                                                                       |        | Signal.MD, Production I.G            | Komaya Kenichiro                      | [ 136 ]         |
| 7 tháng 4 – 23 tháng 6  | Chuyển sinh thành quý tộc, tôi sử dụng kỹ năng giám định để tiến thân trong thế giới                 | Tensei Kizoku Kantei Sukiru de Nariagaru                              | 12     | Studio Mother                        | Kato Takao                            | [ 137 ]         |
| 7 tháng 4 - 29 tháng 9  | The Fable                                                                                            |                                                                       | 25     | Tezuka Productions                   | Takahashi Ryōsuke                     | [ 138 ]         |
| 7 tháng 4 – 23 tháng 6  | Vampire Dormitory                                                                                    |                                                                       | 12     | Studio Blanc                         | Nagayama Nobuyoshi                    | [ 139 ]         |
| 7 tháng 4 – 30 tháng 6  | Tonari no Yōkai-san                                                                                  |                                                                       | 13     | Liden Films                          | Yamauchi Aimi                         | [ 140 ]         |
| 7 tháng 4 – 23 tháng 6  | Sứa không thể bơi trong đêm                                                                          | Yoru no Kurage wa Oyogenai                                            | 12     | Doga Kobo                            | Takeshita Ryohei                      | [ 141 ]         |
| 7 tháng 4 -             | Yozakura-san Chi no Daisakusen                                                                       |                                                                       |        | Silver Link                          | Minato Mirai                          | [ 142 ]         |
| 8 tháng 4 – 24 tháng 6  | Cuộc sống thảnh thơi tại dị giới của cựu ứng viên dũng giả đã gian lận từ cấp độ hai                 | Lv2 kara Cheat datta Moto Yūsha Kōho no Mattari Isekai Life           | 12     | J.C.Staff                            | Iwasaki Yoshiaki                      | [ 143 ]         |
| 8 tháng 4 - 1 tháng 7   | Thất nghiệp chuyển sinh (mùa 2, phần 2)                                                              | Mushoku Tensei II                                                     | 12     | Studio Bind                          | Hirano Hiroki                         | [ 120 ] [ 144 ] |
| 9 tháng 4 – 25 tháng 6  | Unnamed Memory                                                                                       |                                                                       | 12     | ENGI                                 | Miura Kazuya                          | [ 145 ]         |
| 9 tháng 4 – 25 tháng 6  | Rinkai!                                                                                              |                                                                       | 12     | TMS Entertainment                    | Ishiyama Takaaki                      | [ 146 ]         |
| 9 tháng 4 – 25 tháng 6  | Tadaima, Okaeri                                                                                      |                                                                       | 12     | Studio Deen                          | Ishihira Shinji                       | [ 147 ]         |
| 10 tháng 4 - 3 tháng 7  | Bōkyaku Battery                                                                                      |                                                                       | 12     | MAPPA                                | Nakazono Makoto                       | [ 148 ]         |
| 10 tháng 4 – 26 tháng 6 | Date A Live V                                                                                        |                                                                       | 12     | Geek Toys                            | Nakagawa Jun                          | [ 149 ]         |
| 10 tháng 4 – 26 tháng 6 | Kaii to Otome to Kamikakushi                                                                         |                                                                       | 12     | Zero-G                               | Mochizuki Tomomi                      | [ 150 ]         |
| 10 tháng 4 – 19 tháng 6 | Kono Subarashii Sekai ni Shukufuku o! 3                                                              |                                                                       |        | Drive                                | Kanasaki Takaomi (tổng), Abe Yujiro   | [ 151 ]         |
| 10 tháng 4 – 26 tháng 6 | Seiyū Radio no Ura Omote                                                                             |                                                                       | 12     | Connect                              | Tachibana Hideki                      | [ 152 ]         |
| 11 tháng 4 – 27 tháng 6 | Kenka Dokugaku                                                                                       |                                                                       | 12     | Okuruto Noboru                       | Hishida Masakazu                      | [ 153 ]         |
| 12 tháng 4 - 25 tháng 7 | Kẻ ngoại lai ở học viện Ma vương II (mùa 2, phần 2)                                                  | Maō Gakuin no Futekigōsha II                                          | 12     | Silver Link                          | Oonuma Shin (tổng), Tamura Masafumi   | [ 154 ]         |
| 13 tháng 4 - 29 tháng 6 | Monster #8                                                                                           | Kaijuu 8-gou                                                          | 12     | Production I.G                       | Miya Shigeyuki                        | [ 155 ]         |
| 13 tháng 4 - 22 tháng 6 | Hắc Quản Gia: Trường nội trú                                                                         | Kuroshitsuji: Kishuku Gakkō-hen                                       | 11     | CloverWorks                          | Okada Kenjirō                         | [ 156 ]         |
| 13 tháng 4 - 28 tháng 9 | Shadowverse Flame: Arc-hen                                                                           |                                                                       | 23     | Zexcs                                | Kawaguchi Keiichiro                   | [ 157 ]         |
| 14 tháng 4 -            | Sasayaku Yō ni Koi o Utau                                                                            |                                                                       |        | Cloud Hearts, Yokohama Animation Lab | Mano Akira                            | [ 158 ]         |
| 14 tháng 4 - 30 tháng 6 | The New Gate                                                                                         |                                                                       | 12     | Yokohama Animation Lab, Cloud Hearts | Nakatsu Tamaki                        | [ 159 ]         |
| 4 tháng 5               | Boku no Hero Academia (mùa 7)                                                                        |                                                                       |        | Bones                                | Nagasaki Kenji (tổng), Nakayama Naomi | [ 160 ]         |
| 12 tháng 5 - 30 tháng 6 | Thanh gươm diệt quỷ: Đại Trụ Đặc Huấn                                                                | Kimetsu no Yaiba: Hashira Geiko-hen                                   | 8      | ufotable                             | Sotozaki Haruo                        | [ 161 ]         |
| 25 tháng 5 - 29 tháng 7 | Nyaaaanvy                                                                                            |                                                                       | 6      | Shin-Ei Animation                    | Yatate Kyō                            | [ 162 ]         |

### Tháng 7 – tháng 9
| Ngày phát sóng          | Tựa đề                                                                                           | Tựa đề gốc                                                                           | Số tập | Hãng sản xuất                                  | Đạo diễn                                   | Ng      |
| ----------------------- | ------------------------------------------------------------------------------------------------ | ------------------------------------------------------------------------------------ | ------ | ---------------------------------------------- | ------------------------------------------ | ------- |
| 2 tháng 7 - 17 tháng 9  | Boku no Tsuma wa Kanjō ga nai                                                                    |                                                                                      | 12     | Tezuka Productions                             | Yoshimura Fumihiro                         | [ 163 ] |
| 2 tháng 7 - 24 tháng 9  | Ông chú mạo hiểm giả tân binh được tổ đội mạnh nhất huấn luyện cho đến chết và trở thành vô địch | Shinmai Ossan Bōkensha, Saikyō Party ni Shinu Hodo Kitaerarete Muteki ni Naru        | 12     | Yumeta Company                                 | Katagai Shin                               | [ 164 ] |
| 2 tháng 7 - 24 tháng 9  | Shy: Tái chiếm Tokyo (mùa 2)                                                                     | Shy                                                                                  | 12     | Eight Bit                                      | Andō Masaomi                               | [ 165 ] |
| 3 tháng 7 - 18 tháng 9  | Ma thuật sư mạnh nhất quân đội ma vương là con người                                             | Maō-gun Saikyō no Majutsushi wa Ningen Datta                                         | 12     | Studio A-Cat                                   | Nagahama Norihiko                          | [ 166 ] |
| 3 tháng 7               | Đứa con của thần tượng (mùa 2)                                                                   | Oshi no Ko                                                                           |        | Doga Kobo                                      | Hiramaki Daisuke                           | [ 167 ] |
| 3 tháng 7               | Tasūketsu                                                                                        |                                                                                      |        | Satelight                                      | Satō Tatsuo                                | [ 168 ] |
| 3 tháng 7 - 18 tháng 9  | Arya bàn bên thỉnh thoảng lại trêu ghẹo tôi bằng tiếng Nga                                       | Tokidoki Bosotto Russia-go de Dereru Tonari no Alya-san                              | 12     | Doga Kobo                                      | Itō Ryōta                                  | [ 169 ] |
| 4 tháng 7 - 19 tháng 9  | Cuộc sống cùng em kế                                                                             | Gimai Seikatsu                                                                       | 12     | Studio Deen                                    | Ueno Tsutomu                               | [ 170 ] |
| 4 tháng 7 - 19 tháng 9  | Ramen Aka Neko                                                                                   |                                                                                      | 12     | E&H production                                 | Shimizu Hisatoshi                          | [ 171 ] |
| 4 tháng 7 - 19 tháng 9  | Hoàng hôn nhạt nhòa                                                                              | Tasogare Outfocus                                                                    | 12     | Studio DEEN                                    | Watanabe Toshinori                         | [ 172 ] |
| 5 tháng 7 -             | Sự quyến rũ của 2.5D                                                                             | 2.5 Jigen no Yūwaku                                                                  |        | J.C.Staff                                      | Okamoto Hideki                             | [ 173 ] |
| 5 tháng 7 - 20 tháng 9  | Hậu cung giả tạo                                                                                 | Giji Harem                                                                           | 12     | Nomad                                          | Kikuchi Toshihiro                          | [ 174 ] |
| 5 tháng 7 - 27 tháng 9  | Failure Frame: Tôi trở thành mạnh nhất với "kỹ năng trạng thái" và hủy diệt tất cả               | Hazure Waku no "Jōtai Ijō Sukiru" de Saikyō ni Natta Ore ga Subete o Jūrin Suru made | 12     | Seven Arcs, SynergySP                          | Fukuda Michio                              | [ 175 ] |
| 5 tháng 7 - 20 tháng 9  | Megami no Café Terrace (mùa 2)                                                                   |                                                                                      | 12     | Tezuka Productions                             | Kuwabara Satoshi                           | [ 176 ] |
| 5 tháng 7 - 27 tháng 9  | Nier: Automata Ver1.1a (phần 2)                                                                  |                                                                                      | 12     | A-1 Pictures                                   | Masuyama Ryouji                            | [ 177 ] |
| 5 tháng 7 - 27 tháng 9  | Senpai wa Otokonoko                                                                              |                                                                                      | 12     | project No.9                                   | Hikaru Sato                                | [ 178 ] |
| 5 tháng 7 - 20 tháng 9  | Tôi sẽ "đỡ" hết mọi thứ                                                                          | Ore wa Subete o "Parry" Suru                                                         | 12     | OLM                                            | Fukuyama Dai                               | [ 179 ] |
| 6 tháng 7 -             | Cardfight!! Vanguard DivineZ (mùa 2)                                                             |                                                                                      |        | Gift-o’-Animationm, Kinema Citrus, Studio Jemi | Yamada Taku                                | [ 180 ] |
| 6 tháng 7 -             | Dungeon no Naka no Hito                                                                          |                                                                                      | 12     | OLM                                            | Yamai Sayaka                               | [ 181 ] |
| 6 tháng 7 - 22 tháng 9  | Elf-san wa Yaserarenai.                                                                          |                                                                                      |        | Gaina                                          | Fukuda Mitsuo                              | [ 182 ] |
| 6 tháng 7 -             | Grendizer U                                                                                      |                                                                                      |        | Gaina                                          | Fukuda Mitsuo                              | [ 183 ] |
| 6 tháng 7 -             | Thế giới này thật không hoàn hảo                                                                 | Kono Sekai wa Fukanzen Sugiru                                                        |        | 100Studio, Studio Palette                      | Umabiki Kei                                | [ 184 ] |
| 6 tháng 7               | Madо̄gushi Dahlia wa Utsumukanai                                                                  |                                                                                      |        | Typhoon Graphics, Imagica                      | Kubo Yōsuke                                | [ 185 ] |
| 6 tháng 7 - 21 tháng 9  | Câu chuyện về anh hùng thám hiểm bắt đầu từ một kẻ tầm thường                                    | Mob kara Hajimaru Tansaku Eiyūtan                                                    | 12     | Gekko                                          | Kobayashi Tomoki                           | [ 186 ] |
| 6 tháng 7 -             | Thiếu chủ giỏi chạy trốn                                                                         | Nigejōzu no Wakagimi                                                                 |        | CloverWorks                                    | Yamazaki Yuta                              | [ 187 ] |
| 6 tháng 7               | Tensui no Sakuna-hime                                                                            |                                                                                      |        |                                                | P.A. Works                                 | [ 188 ] |
| 6 tháng 7 - 7 tháng 9   | Biệt đội cảm tử ở dị giới                                                                        | Suicide Squad Isekai                                                                 | 10     | Wit Studio                                     | Osada Eri                                  | [ 189 ] |
| 7 tháng 7               | Fairy Tail: Nhiệm vụ trăm năm                                                                    | Fairy Tail: 100 Years Quest                                                          |        | J.C.Staff                                      | Ishihara Shinji (tổng), Watanabe Toshinori | [ 190 ] |
| 7 tháng 7               | Kami no Tou (mùa 2)                                                                              |                                                                                      |        | The Answer Studio                              | Takeuchi Kazuyoshi (tổng), Suzuki Akira    | [ 191 ] |
| 7 tháng 7 - 22 tháng 9  | Kinnikuman: Kanpeki Chоujin Shiso-hen                                                            |                                                                                      | 11     | Production I.G                                 | Sato Akira                                 | [ 192 ] |
| 7 tháng 7 - 22 tháng 9  | Nanare Hananare                                                                                  |                                                                                      | 12     | P.A. Works                                     | Kakimoto Koudai                            | [ 193 ] |
| 7 tháng 7 - 22 tháng 9  | Shikanoko Nokonoko Koshitantan                                                                   |                                                                                      | 12     | Wit Studio                                     | Ōta Masahiko                               | [ 194 ] |
| 7 tháng 7 - 15 tháng 9  | Shoshimin: Cách để trở nên bình thường                                                           | Shōshimin Series                                                                     | 10     | Lapin Track                                    | Kanbe Mamoru                               | [ 195 ] |
| 7 tháng 7 -             | Wistoria: Trượng và kiếm                                                                         | Tsue to Tsurugi no Wistoria                                                          |        | Actas, Bandai Namco Pictures                   | Yoshihara Tatsuya                          | [ 196 ] |
| 7 tháng 7 - 22 tháng 9  | Huyền thoại VTuber: Tôi trở nên nổi tiếng sau lần quên tắt livestream                            | VTuber nanda ga Haishin Kiriwasuretara Densetsu ni Natteta                           | 12     | TNK                                            | Asaoka Takuya                              | [ 197 ] |
| 8 tháng 7 -23 tháng 9   | Nhật ký sống chậm nơi dị giới                                                                    | Isekai Yururi Kikō                                                                   | 12     | EMT Squared                                    | Yamai Sayaka                               | [ 198 ] |
| 8 tháng 7 - 23 tháng 9  | Mayonaka Punch                                                                                   |                                                                                      | 12     | P.A.Works                                      | Honma Shū                                  | [ 199 ] |
| 9 tháng 7 - 24 tháng 9  | Katsute Mahō Shōjo to Aku wa Tekitai Shiteita                                                    |                                                                                      | 12     | Bones                                          | Ohashi Akiyo                               | [ 200 ] |
| 9 tháng 7 - 24 tháng 9  | Isekai Shikkaku                                                                                  |                                                                                      | 12     | Atelier Pontdarc                               | Kawai Shigeki                              | [ 201 ] |
| 10 tháng 7 - 25 tháng 9 | Koi wa Futago de Warikirenai                                                                     |                                                                                      | 12     | ROLL2                                          | Nakanishi Motoki                           | [ 202 ] |
| 11 tháng 7 -            | Kimi to Boku no Saigo no Senjō, Arui wa Sekai ga Hajimaru Seisen II                              |                                                                                      |        | Studio Palette, Silver Link                    | Inaba Yuki                                 | [ 203 ] |
| 12 tháng 7 - 13 tháng 9 | Bye Bye, Earth                                                                                   |                                                                                      | 10     | Liden Films                                    | Nishikata Yasuto                           | [ 204 ] |
| 13 tháng 7 -            | Tại sao không ai nhớ đến thế giới của tôi?                                                       | Naze Boku no Sekai wo Daremo Oboeteinai no ka?                                       |        | project No.9                                   | Minamikawa Tatsuma                         | [ 205 ] |
| 14 tháng 7              | Atri: Ký ức thân thương                                                                          | Atri: My Dear Moments                                                                |        | Troyca                                         | Katō Makoto                                | [ 206 ] |
| 14 tháng 7              | Make Heroine ga Ōsugiru!                                                                         |                                                                                      |        | A-1 Pictures                                   | Kitamura Shōtarō                           | [ 207 ] |
| 15 tháng 7              | Yamishibai (mùa 13)                                                                              |                                                                                      |        | ILCA                                           | Funada Akira                               | [ 208 ] |
| 18 tháng 7              | Sengoku Youko: Senma Konton-hen (phần 2)                                                         |                                                                                      |        | White Fox                                      | Aizawa Masahiro                            | [ 209 ] |
| 8 tháng 8               | Delico's Nursery                                                                                 |                                                                                      |        | J.C.Staff                                      | Nishikiori Hiroshi                         | [ 210 ] |
| 29 tháng 9              | Tensei Kizoku Kantei Sukiru de Nariagaru (mùa 2)                                                 |                                                                                      |        | Studio Mother                                  | Kato Takao                                 | [ 211 ] |
| 29 tháng 9              | Uzumaki                                                                                          |                                                                                      |        | Nagahama Hiroshi                               | Drive                                      | [ 212 ] |

### Tháng 10 – tháng 12
| Ngày phát sóng | Ngày phát sóng                                                                   | Tựa đề                                                                            | Số tập         | Hãng sản xuất                       | Đạo diễn                                 | Ng      |
| -------------- | -------------------------------------------------------------------------------- | --------------------------------------------------------------------------------- | -------------- | ----------------------------------- | ---------------------------------------- | ------- |
| 1 tháng 10     | Vong linh đau khổ muốn giải nghệ: Cách thợ săn yếu nhất đào tạo tổ đội mạnh nhất | Nageki no Bōrei wa Intai Shitai: Saijaku Hunter ni Yoru Saikyō Party Ikusei-jutsu |                | Zero-G                              | Takata Masahiro                          | [ 213 ] |
| 1 tháng 10     | Rekishi ni Nokoru Akujo ni Naru zo                                               |                                                                                   |                | Maho Film                           | Yanase Yūji                              | [ 214 ] |
| 2 tháng 10     | Acro Trip                                                                        |                                                                                   |                | Voil                                | Kotake Ayumu                             | [ 215 ] |
| 2 tháng 10     | Amagami-san Chi no Enmusubi                                                      |                                                                                   |                | Drive                               | Abe Yujiro                               | [ 216 ] |
| 2 tháng 10     | Re:Zero − Bắt đầu lại ở thế giới khác (mùa 3)                                    | Re:Zero kara Hajimeru Isekai Seikatsu                                             |                | White Fox                           | Shinohara Masahiro                       | [ 217 ] |
| 3 tháng 10     | Ao no Hako                                                                       |                                                                                   |                | Telecom Animation Film              | Yano Yuichiro                            | [ 218 ] |
| 3 tháng 10 –   | KamiErabi God.app (mùa 2)                                                        |                                                                                   |                | UNEND                               |                                          | [ 219 ] |
| 3 tháng 10     | Kekkon Surutte, Hontō Desu ka                                                    |                                                                                   |                | Ashi Production                     | Ikehata Hiroshi                          | [ 220 ] |
| 3 tháng 10     | Kinoko Inu                                                                       |                                                                                   |                | C-Station                           | Asano Kagetoshi                          | [ 221 ] |
| 3 tháng 10     | Negative Positive Angler                                                         |                                                                                   |                | NUT                                 | Uemura Yutaka                            | [ 222 ] |
| 3 tháng 10     | Shin Tennis no Ōjisama: U-17 World Cup Semifinal                                 |                                                                                   |                | M.S.C                               | Tokumoto Yoshinobu                       | [ 223 ] |
| 3 tháng 10     | Trò chơi nghìn tỷ                                                                | Trillion Game                                                                     |                | Madhouse                            | Satō Yūzō                                | [ 224 ] |
| 4 tháng 10     | Dandadan                                                                         |                                                                                   |                | Science SARU                        | Yamashiro Fūga                           | [ 225 ] |
| 4 tháng 10     | Hamidashi Creative                                                               |                                                                                   |                | Hayabusa Film                       | Hirasawa Hisayoshi (tổng), Fukase Shige  | [ 226 ] |
| 4 tháng 10 –   | Hành trình cô độc ở nơi dị giới                                                  | Hitoribotchi no Isekai Kōryaku                                                    |                | Hayabusa Film, Passione             | Kazumi Akio                              | [ 227 ] |
| 4 tháng 10     | Hyakushō Kizoku 2nd Season                                                       |                                                                                   |                | Typhoon Graphics                    | Yamamoto Junichi                         | [ 228 ] |
| 4 tháng 10     | Kabushikigaisha Magilumiere                                                      |                                                                                   |                | J.C.Staff                           | Hiraoka Masahiro                         | [ 229 ] |
| 4 tháng 10     | Mecha-Ude                                                                        |                                                                                   |                | TriF Studio                         | Okamoto Sae                              | [ 230 ] |
| 4 tháng 10     | Rurouni Kenshin: Meiji Kenkaku Romantan – Kyoto Dōran                            |                                                                                   |                | Liden Films                         | Komada Yuki                              | [ 231 ] |
| 5 tháng 10     | Bleach: Huyết chiến ngàn năm - Xung khắc                                         | Bleach Sennen Kessen-hen Sōkokutan                                                |                | Pierrot Films                       | Taguchi Tomohisa (tổng), Murata Hikaru   | [ 232 ] |
| 5 tháng 10     | Blue Lock vs. U-20 Japan (mùa 2)                                                 |                                                                                   | 14             | Eight Bit                           | Haibara Yūji(tổng), Inokawa Shintaro     | [ 233 ] |
| 5 tháng 10     | Chi: Chikyū no Undō ni Tsuite                                                    |                                                                                   | 25             | Madhouse                            |                                          | [ 234 ] |
| 5 tháng 10     | Dungeon ni Deai wo Motomeru no wa Machigatteiru Darou ka V                       |                                                                                   |                | J.C.Staff                           | Tachibana Hideki                         | [ 235 ] |
| 5 tháng 10     | Khi trai đẹp hẹn hò                                                              | Gōkon ni Ittara Onna ga Inakatta Hanashi                                          |                | Ashi Productions                    | Koga Kazuomi                             | [ 236 ] |
| 5 tháng 10     | Kagaku×Bōken Survival!                                                           |                                                                                   |                | Gallop                              | Hosoda Masahiro                          | [ 237 ] |
| 5 tháng 10     | Lam Hoả Diệt Quỷ: Chương Hồi kết của bông tuyết                                  | Ao no Exorcist: Yuki no Hate-hen                                                  |                | Studio VOLN                         | Yoshida Daisuke                          | [ 238 ] |
| 5 tháng 10     | Mahō Tsukai ni Narenakatta Onna no Ko no Hanashi                                 |                                                                                   |                | J.C. Staff                          | Watanabe Takashi (tổng) , Matsune Masato | [ 239 ] |
| 5 tháng 10     | Maō-sama, Retry! R                                                               |                                                                                   |                | Gekkō                               | Koga Kazuomi                             | [ 240 ] |
| 5 tháng 10     | Oi! Tonbo (mùa 2)                                                                |                                                                                   |                | OLM                                 | Oh Jin-Koo                               | [ 241 ] |
| 5 tháng 10     | Shibuya Hachi (phần 2)                                                           |                                                                                   | 13             | Nippon Animation                    | Ishiyama Takaaki                         | [ 242 ] |
| 5 tháng 10     | Sword Art Online Ngoại Truyện: Gun Gale Online (mùa 2)                           | Sword Art Online Alternative Gun Gale Online II                                   |                | Studio 3Hz                          | Sakoi Masayuki                           | [ 243 ] |
| 5 tháng 10     | The Idolmaster Shiny Colors (mùa 2)                                              |                                                                                   |                | Polygon Pictures                    | Mankyū, Iwata Takeshi                    | [ 244 ] |
| 5 tháng 10     | Tōhai                                                                            |                                                                                   |                | East Fish Studio                    | Hatori Jun                               | [ 245 ] |
| 6 tháng 10     | Em là nàng hầu gái                                                               | Kimi wa Meido-sama                                                                |                | Felix Film                          | Watanabe Ayumu                           | [ 246 ] |
| 6 tháng 10     | Love Live! Superstar!! (mùa 3)                                                   |                                                                                   |                | Sunrise                             | Kyōgoku Takahiko                         | [ 247 ] |
| 6 tháng 10     | Mokushiroku no Yon-kishi (mùa 2)                                                 |                                                                                   |                | Telecom Animation Film              | Odaira Maki                              | [ 248 ] |
| 6 tháng 10     | Murai no Koi                                                                     |                                                                                   |                | J.C. Staff                          | Yamakawa Yoshiki                         | [ 249 ] |
| 6 tháng 10     | Trị liệu sư bị đuổi khỏi tổ đội lại là người mạnh nhất                           | Party kara Tsuihō Sareta Sono Chiyushi, Jitsuwa Saikyō ni Tsuki                   |                | Studio Elle                         | Ōnishi Keisuke                           | [ 250 ] |
| 6 tháng 10     | PuniRunes Puni 2                                                                 |                                                                                   |                | OLM Digital                         | Yuyama Kunihiko (tổng), Ikehata Hiroshi  | [ 251 ] |
| 6 tháng 10     | Puniru là một bé Slime dễ thương                                                 | Puniru wa Kawaii Slime                                                            |                | Toho Animation Studio               | Ibe Yūshi                                | [ 252 ] |
| 6 tháng 10     | Ranma ½                                                                          |                                                                                   |                | MAPPA                               | Uda Kōnosuke                             | [ 253 ] |
| 6 tháng 10     | Tsumasho: Vợ tôi là học sinh tiểu học                                            | Tsuma, Shōgakusei ni Naru                                                         |                | St.Signpost                         | Abe Noriyuki                             | [ 254 ] |
| 7 tháng 10     | Hōkago Shōnen Hanako-kun (mùa 2)                                                 |                                                                                   | 4              | Lerche                              | Kitamura Masaki                          | [ 255 ] |
| 7 tháng 10     | Haigakura                                                                        |                                                                                   |                | Typhoon Graphics                    | Yamamoto Junichi                         | [ 256 ] |
| 7 tháng 10     | MF Ghost (mùa 2)                                                                 |                                                                                   |                | MF Ghost                            | Naka Tomohito                            | [ 257 ] |
| 7 tháng 10     | Thám tử loạn trí (mùa 2)                                                         | Kamonohashi Ron no Kindan Suiri                                                   |                | diomedéa                            | Ihata Shōta                              | [ 258 ] |
| 7 tháng 10     | Raise wa Tanin ga Ii                                                             |                                                                                   |                | Studio Deen                         | Kawase Toshifumi                         | [ 259 ] |
| 7 tháng 10 –   | Tôi là "Thoại thuật sư" hỗ trợ cực ác dẫn dắt gia tộc mạnh nhất thế giới         | Saikyō no Shienshoku "Wajutsushi" dearu Ore wa Sekai Saikyō Clan o Shitagaeru     |                | Felix Film, Ga-Crew                 | Takamura Yuta                            | [ 260 ] |
| 8 tháng 10     | Natsume Yūjin-Chō Shichi                                                         |                                                                                   |                | Shuka                               | Ōmori Takahiro                           | [ 261 ] |
| 8 tháng 10     | Pochars                                                                          |                                                                                   |                | DLE                                 | Sorotani                                 | [ 262 ] |
| 8 tháng 10     | Seirei Gensōki                                                                   |                                                                                   |                | 6th Studio, TMS Entertainment       | Yamasaki Osamu (tổng), Kubo Hiroshi      | [ 263 ] |
| 8 tháng 10     | Trở thành giáo viên tại trường học quái vật                                      | Yōkai Gakkō no Sensei Hajimemashita!                                              |                | Satelight, Saber Works              | Ono Katsumi                              | [ 264 ] |
| 9 tháng 10     | Yarinaoshi Reijō wa Ryūtei Heika o Kōryaku-chū                                   |                                                                                   |                |                                     |                                          | [ 265 ] |
| 10 tháng 10    | Hoshifuru Ōkoku no Nina                                                          |                                                                                   |                | Signal.MD                           | Komaya Kenichiro                         | [ 266 ] |
| 10 tháng 10    | Tono to Inu                                                                      |                                                                                   |                | Live2D Creative Studio, OLM         | Kasugamori Haruki                        | [ 267 ] |
| 11 tháng 10    | Dragon Ball Daima                                                                |                                                                                   |                | Toei Animation                      | Komaki Aya, Yashima Yoshitaka            | [ 268 ] |
| 11 tháng 10    | Sayonara Ryūsei, Konnichiwa Jinsei                                               |                                                                                   |                | SynergySP, Vega Entertainment       | Nishida Ken'ichi                         | [ 269 ] |
| 12 tháng 10    | Ao no Miburo                                                                     |                                                                                   |                | Maho Film                           | Habara Kumiko                            | [ 270 ] |
| 13 tháng 10    | Ma vương 2099                                                                    | Maō 2099                                                                          |                | J.C. Staff                          | Andō Ryō                                 | [ 271 ] |
| 13 tháng 10 –  | Shangri-La Frontier (mùa 2)                                                      |                                                                                   |                |                                     |                                          | [ 272 ] |
| 14 tháng 10    | Arifureta Shokugyō de Sekai Saikyō (mùa 3)                                       |                                                                                   |                | asread.                             | Iwanaga Akira                            | [ 273 ] |
| 21 tháng 10    | Mèo chuối vòng quanh thế giới (mùa 3)                                            | Bananya: Fushigi na Nakamatachi                                                   |                | TMS Entertainment Studio 6, Lesprit | Yatate Kyō                               | [ 274 ] |
| 3 tháng 11     | Asatir: Mirai no Mukashibanashi (mùa 2)                                          |                                                                                   | Toei Animation |                                     | [ 275 ]                                  |         |
| tháng 12       | Yoru wa Neko to Issho (mùa 3)                                                    |                                                                                   |                |                                     |                                          | [ 276 ] |

### Chưa công bố tháng phát sóng
| Ngày phát sóng  | Tựa đề         | Số tập            | Hãng sản xuất    | Đạo diễn      | Ng      |
| --------------- | -------------- | ----------------- | ---------------- | ------------- | ------- |
| Mùa hè          | JOCHUM         |                   | Fanworks         | Sakuta Hazumu | [ 277 ] |
| Mùa thu         |                |                   |                  |               |         |
| Okaimono Panda! |                | Shin-Ei Animation | Takamatsu Shinji | [ 278 ]       |         |
| Trong năm 2024  | Kijin Gentōshō |                   |                  |               | [ 279 ] |

## ONA
| Ngày phát hành          | Tựa đề                                                             | Số tập | Hãng sản xuất          | Đạo diễn                                | Ng      |
| ----------------------- | ------------------------------------------------------------------ | ------ | ---------------------- | --------------------------------------- | ------- |
| 22 tháng 1              | Monsters: Ippaku Sanjō Hiryū Jigoku                                | 1      | E&H production         | Park Sunghoo                            | [ 280 ] |
| 22 tháng 2              | Dokonjo Gaeru Yanen                                                |        | DLE                    | Sorotani                                | [ 281 ] |
| 23 tháng 2 – 15 tháng 3 | Great Pretender razbliuto                                          | 4      | Wit Studio             | Kaburagi Hiro                           | [ 282 ] |
| 20 tháng 3 – 1 tháng 5  | Sand Land: The Series                                              | 13     | Yokoshima Toshihisa    | Anima, Kamikaze Douga, Sunrise          | [ 283 ] |
| 1 tháng 4               | Knights of the Zodiac: Saint Seiya – Battle for Sanctuary (phần 2) |        | Toei Animation         | Ashino Yoshiharu                        | [ 284 ] |
| 1 tháng 4 –             | Rokurō no Dai Bōken                                                |        | Planet Studio          | Yabuki Tsutomu                          | [ 285 ] |
| 17 tháng 4              | Grimm Kumikyoku                                                    | 6      | Wit Studio             |                                         | [ 286 ] |
| 25 tháng 4              | Mahjong Soul Kan!!                                                 |        | Alke                   | Koga Kazuomi                            | [ 287 ] |
| 2 tháng 5               | Time Patrol Bon (mùa 1)                                            | 12     | Bones                  | Ando Masahiro                           | [ 288 ] |
| 23 tháng 5              | Garouden: Cô lang chi đạo                                          | 8      | NAZ                    | Ikariya Atsushi                         | [ 289 ] |
| 5 tháng 6 - 5 tháng 10  | ATASHIn'CHI Next                                                   | 5      |                        |                                         | [ 290 ] |
| 6 tháng 6               | Hanma Baki vs. Kengan Ashura                                       |        | TMS Entertainment      | Hirano Toshiki                          | [ 291 ] |
| 22 tháng 6              | Rising Impact                                                      |        | Lay-duce               | Nanba Hitoshi                           | [ 292 ] |
| 6 tháng 7               | Monogatari Series Off & Monster Season                             |        | Shaft                  | Shinbo Akiyuki (tổng), Yoshizawa Midori | [ 293 ] |
| 17 tháng 7              | Time Patrol Bon (mùa 2)                                            |        | Bones                  | Ando Masahiro                           | [ 288 ] |
| 19 tháng 7              | Koneko no Chi Ponponra Natsuyasumi                                 |        | Marza Animation Planet | Kusano Kiminori                         | [ 294 ] |
| 1 tháng 8               | Kimi ni Todoke 3rd Season                                          |        | Production I.G         | Matsuzawa Kenichi                       | [ 295 ] |
| 3 tháng 8               | Fate/Grand Order: Fujimaru Ritsuka wa Wakaranai (mùa 2)            | 33     | DLE                    | Tsuchida                                | [ 296 ] |
| 6 tháng 8               | Rising Impact (mùa 2)                                              |        | Lay-duce               | Nanba Hitoshi                           | [ 292 ] |
| 15 tháng 8              | Kengan Ashura (mùa 2, phần 2)                                      |        | Larx Entertainment     | Kishi Seiji                             | [ 297 ] |
| 4 tháng 10              | Duel Masters LOST Tsuioku no Suishō                                |        | J.C. Staff             | Fukushima Riki                          | [ 298 ] |
| 17 tháng 10             | Kidō Senshi Gundam Fukushū no Requiem                              |        | Sunrise, Safe House    | Erasmus Brosdau                         | [ 299 ] |
| tháng 12                | Beastars Final Season (mùa 3)                                      |        | Orange                 | Matsumi Shinichi                        | [ 300 ] |
| Trong năm 2024          | Moonrise                                                           |        | Wit Studio             | Koizuka Masashi                         | [ 301 ] |

## OVA
| Ngày phát hành           | Tựa đề                        | Số tập | Hãng sản xuất | Ng      |
| ------------------------ | ----------------------------- | ------ | ------------- | ------- |
| 26 tháng 1 – 27 tháng 3  | Eiyū Kyōshitsu                | 3      | Actas         | [ 302 ] |
| 15 tháng 3               | Watashi no Shiawase na Kekkon | 1      | Kinema Citrus | [ 303 ] |
| 27 tháng 3               | Girls und Panzer: Taicho War! | 1      |               | [ 304 ] |
| 26 tháng 6 – 23 tháng 10 | Yurucamp                      | 3      | Eight Bit     | [ 305 ] |